# شیرین‌ژد چینی
شیرین‌ژد چینی (نام علمی: Liquidambar formosana) نام یک گونه از سرده شیرین‌ژد است.